# Do práce na kole

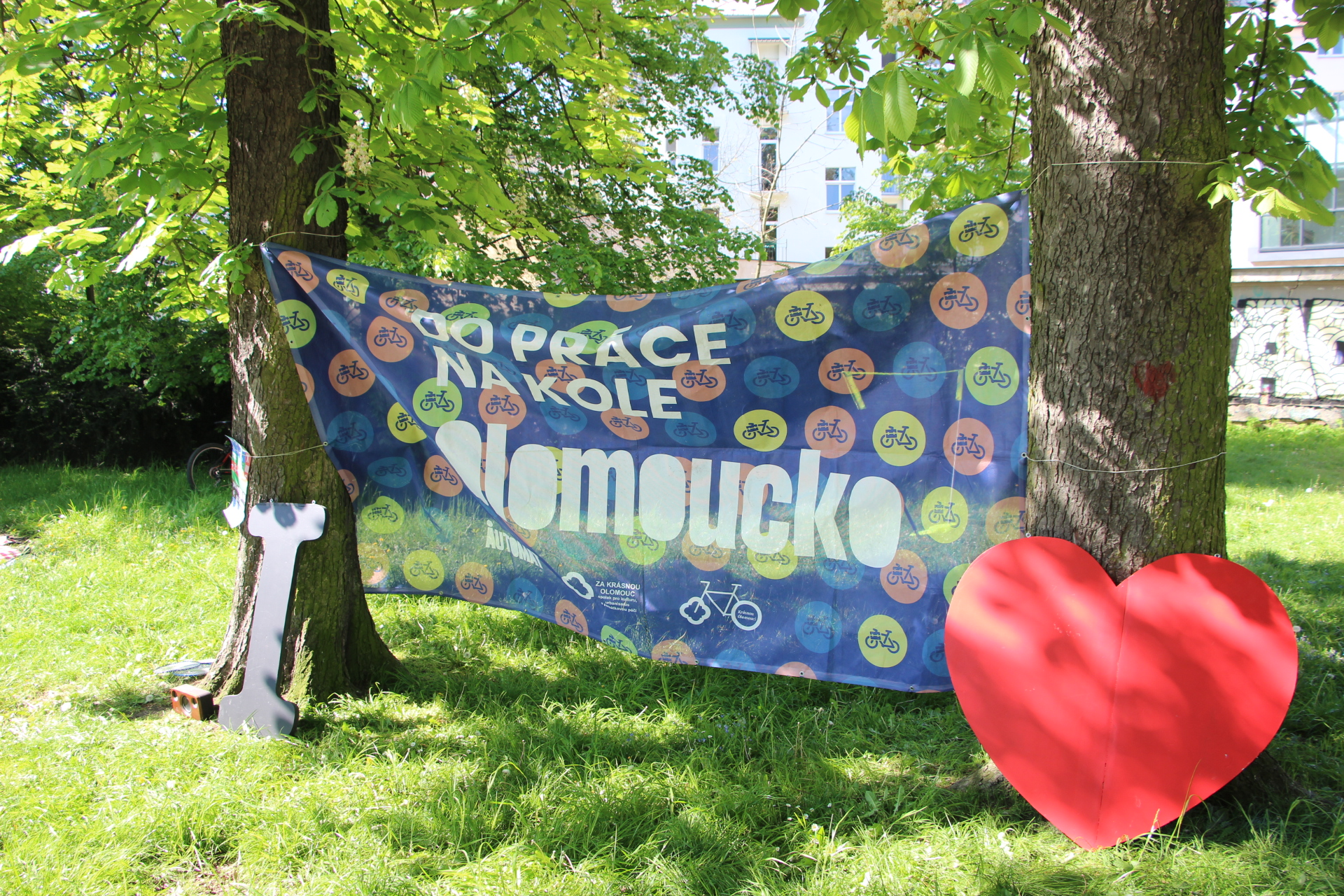
Banner Do práce na kole v Olomouci (2024)

Do práce na kole je celorepubliková výzva pořádaná spolkem AutoMat od roku 2011. Výzva motivuje k používání udržitelných způsobů dopravy a pohybu (na kole, koloběžce, pěšky, během atd.). Cílem výzvy je přispět k čistšímu ovzduší a celkově příjemnějšímu a bezpečnějšímu prostředí ve městech, ale také zlepšit kondici, zdraví, náladu i vztahy s kolegy na pracovištích.

## Popis výzvy
Do práce na kole probíhá každoročně během měsíce května, je primárně určená pro týmy o 2–5 členech. Účastníci soutěží v kategoriích Pravidelnost a Výkonnost, každoročně je také je vyhlašován i Cyklozaměstnavatel roku, který zajistí co nejlepší podmínky pro cyklisty.

## Historie
První ročník Do práce na kole se konal v roce 2011 v Praze. Od roku 2018 Auto*Mat pořádá i výzvu pro studenty středních a vysokých škol Do školy na kole. V roce 2017 se poprvé konala "Zářijová výzva Do práce na kole" a v roce 2019 poprvé také "Lednová výzva Do práce na kole". V průběhu pandemie covidu-19 byla výzva uzpůsobena tak, aby se účastníci mohli zapojit i v případě, že pracují na home office (tedy formou cvičení, procházky, apod.)

## Jednotlivé ročníky

### 2011
V prvním ročníku se zúčastnilo 1025 účastníků, výzva probíhala především v Praze.

### 2012
Do druhého ročníku se zapojilo 2537 účastníků, výzva probíhala už ve 4 městech: Praze, Brně, Liberci a Pardubicích.

### 2013
Třetího ročníku se zúčastnilo 3890 soutěžících, a lze ji považovat za celostátní akci se zapojením 11 měst: Prahy, Brna, Ostravy, Liberce, Plzně, Ústí nad Labem, Olomouce, Jablonce, Pardubic, Jihlavy a Uherského Hradiště.

### 2014
Ve čtvrtém ročníku soutěžilo celkem 5768 lidí z 19 měst a obcí v Čechách i na Moravě.

### 2015
Do pátého ročníku se zapojilo a jezdilo do práce na kole 7280 lidí z 1156 firem a institucí z čtyřiadvaceti měst.

### 2016
V tomto ročníku se do soutěže se mohli poprvé zapojit nejen cyklisté, ale i běžci, chodci, bruslaři, skateboardisti a longboardisti. Celkem se akce účastnilo 10 800 cyklistů, běžců a chodců z 1825 institucí z 27 měst ČR.

### 2017
V květnu 2017 vyjelo a vyběhlo 12 883 soutěžících z 1958 firem a institucí v rámci sedmého ročníku. Účastní překonali 2,57 milionu šetrných kilometrů. Poprvé se oceňovala zejména pravidelnost účasti. Vizuál k výzvě vytvořili v tomto roce Jakub Spurný a ilustrátorka Nikola Hoření.

### 2018
V roce 2018 se Do práce na kole s podtitulem "Zachraň město" zúčastnilo 16 347 účastníků z 1838 institucí. Celkem ujeli 3 545 322,7 km. Akci pořádalo 31 měst po celé ČR. Pro účastníky je v květnu také připravena řada doprovodných akcí jako Snídaně zdarma a tzv. Akce na triko. Vizuál k výzvě vznikl opět ve spolupráci tandemu Jakub Spurný a Nikola Hoření.

### 2019
V průběhu devátého ročníku v květnu 2019 se udržitelně přepravovalo 19 576 účastníků a účastnic z celkem 2737 firem a institucí. Vizuál k výzvě Do práce na kole 2019 vytvořil David Suda. 

### 2020
Jubilejní desátý ročník v květnu 2020 byl poznamenán probíhající pandemií covidu-19. I v nouzovém stavu se do výzvy zapojilo 15 813 účastníků a účastnic ze zhruba 2700 firem a institucí. Autorem vizuálu byl grafik, ilustrátor a hudebník Jaromír Švejdík.

### 2021
Také 11. ročník Do práce na kole se konal během nevypočitatelné pandemie. Podařilo se překonat rekord z “posledního normálního” roku 2019. Zapojilo se 22 114 lidí z 2102 organizací a firem v rámci 9213 týmů. Všichni dohromady překonali 5 425 000 km, čímž zároveň ušetřili téměř 700 tun emisí CO2. Autorkou vizuálu byla výtvarnice Toy Box.

### 2022
12. ročník Květnové výzvy Do práce na kole (pěšky nebo poklusem) překonal všechny dosavadní rekordy. Akce přilákala téměř 25 000 nadšenkyň a nadšenců pro bezmotorový pohyb. Ti se po celý měsíc přepravovali (nejen) z práce a do práce pěšky, na kole či poklusem. Společně tak překonali 6,3 milionů kilometrů a ušetřili tak přes 800 tun CO2 ve srovnání se stejnými cestami vykonanými autem. Autorkou vizuální podoby tohoto ročníku byla ilustrátorka Eliška Podzimková.

### 2023
Do 13. ročníku výzvy se zapojilo 25 625 lidí z 2500 firem a 52 pořadatelských měst. Celkem účastníci urazili 5,7 milionu kilometrů a ušetřili 739 tun CO2, poměr pěších a cyklistů byl podle organizátorů vyrovnanější než v předchozích letech.

### 2024
14. ročník výzvy se konal celkem v 55 městech. Zapojilo se do ní 25 355 lidí a 1 794 firem. Celková vzdálenost činila 5,3 milionu kilometrů, což znamená ušetřených 690 tun CO2.